# Gmina Laheda
Gmina Laheda (est. Laheda vald) – gmina wiejska w Estonii, w prowincji Põlva.
W skład gminy wchodzi:
- 11 wsi: Himma, Joosu, Lahe, Mustajõe, Naruski, Pragi, Roosi, Suurküla, Tilsi, Vardja i Vana-Koiola.